# Влошчова
Влошчова (пољ. Włoszczowa) је град у Пољској у Војводству Светокришком у Повјату влошчовском. Према попису становништва из 2011. у граду је живело 10.823 становника.
.

## Становништво
Према прелиминарним подацима са пописа, у граду је 2011. живело 10.823 становника.
| 2002.  | 2011.  | 2012.  |
| ------ | ------ | ------ |
| 10.785 | 10.823 | 10.675 |

## Партнерски градови
- Le Passage